# Selinocarpus purpusianus
Selinocarpus es un género monotípico de plantas herbáceas perteneciente a la familia Nyctaginaceae. Su única especie: Selinocarpus purpusianus es originaria de México.

## Taxonomía
Selinocarpus purpusianus fue descrita por Anton Heimerl y publicado en Oesterreichische Botanische Zeitschrift 63: 353. 1913.